# Рейес, Рейнальдо
Рейнальдо Гутьеррес Рейес (исп. Reynaldo Gutierrez Reyes; 1933, Манила — 14 февраля 2016, Балтимор) — американский пианист филиппинского происхождения.
Вырос в городе Алитагтаг (провинция Батангас), где его отец был мэром. В 1947 году поступил в консерваторию Католического университета Филиппин, где учился у Хулио Эстебана Ангуиты. Окончив курс в 1951 году, он получил грант правительства Франции на продолжение образования в Парижской консерватории, где его учителями были Маргерит Лонг, Жан Дуайен и Жак Феврье. Окончив консерваторию в 1957 г., перебрался в Балтимор, где к этому времени преподавал его учитель Эстебан, и учился в Консерватории Пибоди у Леона Флейшера и Мечислава Мюнца. В 1962 г. разделил третью премию Международного конкурса пианистов имени Бузони, в 1965 г. занял пятое место на Международном конкурсе пианистов имени Маргерит Лонг. Трижды — в 1957, 1961 и 1965 гг. — был признан на Филиппинах Музыкантом года.
В разное время концертировал как солист в странах Европы и Азии. В 1997 г. выступал в Санкт-Петербурге как один из аккомпаниаторов Второго международного конгресса виолончелистов. На протяжении 30 лет выступал также в составе Балтиморского трио. Сольные программы Рейеса строились преимущественно на произведениях И. С. Баха, Моцарта, Бетховена, Шопена, Дебюсси, Рахманинова, Прокофьева.
После кратковременного преподавания в Консерватории Пибоди (где среди его учеников был Дэвид Бюхнер) с 1962 г. и до конца жизни работал в Таусонском университете близ Балтимора, женился на своей студентке, пианистке Кристине Джорджилли. В поздние годы также преподавал в Филиппинском женском университете.
Умер 14 февраля 2016 года от инсульта в Балтиморе.